# Diritti LGBT e socialismo
Mentre i diritti LGBT nel mondo si sono fatti sempre più visibili e riconosciuti, nella civiltà occidentale moderna vengono spesso intesi come una questione inerente alla sinistra politica, ma le minoranze e le diversità sessuali non appartengono come gruppo né alla sinistra né alla destra. Diverse correnti del socialismo (allo stesso modo delle differenti ideologie esistenti a destra) si sono nel tempo opposte al supporto dei diritti LGBT, spesso abbinando i loro atteggiamenti con i principali valori della società.
Come per altre questioni di politica sessuale, come la pornografia, l'atteggiamento nei confronti delle minoranze sessuali e della Cultura basata sul genere e sull'identità sessuale tendono a distinguersi tra una visione autoritaria e una più libertaria, piuttosto che tra destra e sinistra, come indicato dall'esperto di sociologia Jeffrey Weeks nel 1989; la convinzione che l'omosessualità è qualcosa "che dev'essere screditato e impedito" può essere considerato uno dei pochi punti in comune che vi siano stati tra Fidel Castro e Margaret Thatcher (per quanto poi Castro abbia completamente rinnegato tale idea).
Inoltre la sinistra radicale e il movimento LGBT hanno interagito e si sono scontrati specialmente dal momento in cui entrambi sono emersi alla fine del XIX secolo in Europa. La maggior parte degli autori concordano sul fatto che storicamente il trattamento dell'omosessualità da parte del movimento socialista non è uniforme. In particolare la maggior parte degli stati comunisti autoritari sono fortemente contrari ai diritti degli omosessuali ed hanno fatto approvare diverse leggi che criminalizzano le relazioni omosessuali (anche se non è sempre il caso, un controesempio è la Germania Est, che anzi fu più tollerante anche rispetto alla Germania Ovest), anche se in diversi casi sono stati proprio gli stati socialisti a decriminalizzarle.
Purtuttavia gli attivisti LGBT sono generalmente identificati con la sinistra e un certo numero di figure significative presenti nel socialismo (in particolare il socialismo libertario) sono stati lesbiche, gay o bisessuali. Il collegamento tra le ideologie di sinistra e le lotte per i diritti LGBT hanno una storia lunga e contrastata. Socialisti di spicco che sono stati coinvolti nelle prime lotte per i diritti LGBT includono tra gli altri Edward Carpenter, Oscar Wilde, Harry Hay, Bayard Rustin, Emma Goldman e Daniel Guérin.

## Storia

### Politica sessuale del socialismo utopico
Le prime correnti di pensiero socialista moderne vengono spesso raggruppate sotto il termine di socialismo utopistico. Il sesso e la sessualità sono tra alcune delle preoccupazioni più importanti espresse tra i pensatori leader del movimento come Charles Fourier e Henri de Saint-Simon in Francia e Robert Owen in Inghilterra, e i loro seguaci, molti dei quali erano donne.
Per Fourier per esempio la più autentica libertà poteva essere raggiunta solamente senza padroni, senza la filosofia del lavoro e senza la soppressione delle passioni più intime; l'oppressione delle proprie passioni non è soltanto distruttiva per l'individuo, ma anche per l'intera società nel suo complesso. Scrivendo prima dell'invenzione della parola "omosessuale" (1869) Fourier riconobbe che gli uomini e le donne avevano una vasta gamma di bisogni e preferenze sessuali i quali potevano cambiare lungo il corso della vita, includendovi la sessualità tra persone dello stesso sesso e l'androginia. Egli sostenne che tutte le espressioni sessuali dovevano essere godute, sempre che non si abusasse delle altre persone e che "affermare le proprie differenze" potevano effettivamente migliorare l'integrazione sociale.
Tuttavia queste idee sarebbero state scartate dai pensatori socialisti più influenti come Karl Marx e Friedrich Engels che disprezzavano i socialisti utopisti per il loro essere troppo ingenui e non avere una corretta comprensione della società. Marx ed Engels hanno sostenuto che sarebbe stato impossibile accontentare tutti e che era poco realistico aspettarsi una radicale trasformazione usando mezzi pacifici. Essi affermarono che le idee dei socialisti utopisti erano "fantasie, che oggi ci fanno solo sorridere".
Marx ha condannato la libertà sessuale sostenuta da Fourier e Saint-Simon sostenendo che essa era una ricaduta allo "stato bestiale di prostituzione universale". La storica olandese Saskia Poldevaart (1995) afferma che egli: "ha rinnegato la sessualità e il problema della femminilità/mascolinità in quanto questioni legittime non appena il marxismo ebbe guadagnato terreno. I metodi del socialismo utopico - cambio dei rapporti di produzione e le relazioni tra i sessi come un problema inerente allo studio della sessualità, della famiglia e della distinzione tra pubblico e privato - sono stati ridotti dal marxismo alla lotta di classe; il fine del socialismo utopistico - le nuove relazioni sociali tra le persone - è stato limitato a un nuovo ordine economico e ad una ridistribuzione dei beni materiali".

### Germania

#### Marx, Engels, Ulrichs e Schweitzer
Fin dall'inizio del primo movimento omosessuale europeo attivisti come Karl Heinrich Ulrichs e Magnus Hirschfeld avvicinarono la sinistra in cerca di appoggio. Nel corso degli anni sessanta del XIX secolo ad Ulrichs capitò di scrivere a Marx, inviandogli tutta una serie di libri sull'emancipazione dell'Uranismo (omosessualità/transgender) e nel 1869 lo stesso Marx passò uno dei libri di Ulrichs a Engels. Questi rispose disgustato in una sua lettera personale, scagliandosi contro i "pederasti" i quali sarebbero stati "estremamente innaturali" e descrisse la piattaforma di difesa per i diritti degli omosessuali di Ulrichs come un voler "trasformare le oscenità in teorie". Era inoltre preoccupato che le cose si mettessero male per gli eterosessuali come lui e Marx se gi omosessuali si fossero guadagnati i propri diritti.
Sia Ulrichs che Marx conoscevano il caso occorso a Johann Baptist von Schweitzer, membro di primo piano del sindacalismo che era stato accusato di aver tentato di indurre a rapporti intimi un adolescente in un parco nel 1862. Il leader socialdemocratico Ferdinand Lassalle difese Schweitzer sostenendo che, mentre personalmente considerava l'omosessualità come un qualcosa di sporco, il movimento sindacale non sentiva l'obbligo di chiedere a Schweitzer né di rimanere né di abbandonare il movimento e che i gusti sessuali personali non avevano "assolutamente nulla a che fare con il carattere politico di un uomo".
D'altro canto Marx suggerì ad Engels che avrebbe dovuto usare la questione per tentare di diffamare Schweitzer: "si dovrebbero ottenere alcune battute su di lui... per consegnarle poi a vari giornali". Tuttavia Schweitzer avrebbe continuato ad essere presidente dell'"Allgemeine Deutschen Arbeitervereins" (Unione generale dei lavoratori tedeschi) e il primo deputato socialdemocratico eletto in Europa.
Marx a quanto pare condivise l'opinione di Engels scrivendo che "il rapporto tra un uomo e una donna è il rapporto più naturale di un essere umano con un essere umano" e descrivendo l'autore dei testi che promuovevano la libertà sessuale come "Schwanzschwulen" (stupido frocio).
D'accordo con gli autori socialisti Hekma, Oosterhuis e Steakley, Marx ed Engels vedevano qualsiasi forma di sessualità al di fuori del matrimonio eterosessuale monogamico come una forma di degenerazione promossa dal capitalismo, che avrebbe potuto essere curata solo attraverso il socialismo. Secondo Engels i "principi morali naturali" sarebbero fioriti a partire da quando il futuro si sarebbe tinto con i colori del socialismo, quando la "monogamia sarebbe finalmente diventata una realtà per l'uomo, al posto della decadenza" e con gli omosessuali semplicemente scomparsi.
Nel libro Donna sotto il socialismo (1879) di August Bebel si dice che "l'opera che tratta principalmente sopra la sessualità non è più lecita per i militanti di base della socialdemocrazia (Partito Socialdemocratico di Germania SPD)"; ciò può essere visto come un altro esempio dell'ambigua posizione nei confronti dell'omosessualità presente nel movimento operaio tedesco. Da un lato Bebel ha avvertito i socialisti sui pericoli derivanti dall'amore omosessuale, ma egli è stato ancora più esplicito: Bebel attribuisce questo "crimine contro la natura" sia agli uomini sia alle donne, causata dall'indulgenza sessuale e dagli eccessi, definendola come un'abitudine delle classi superiori metropolitane e straniere.
D'altra parte ha fatto pubblicamente sostenere gli sforzi per legalizzare l'omosessualità. Ad esempio ha firmato la prima petizione del "Wissenschaftlich-humanitärer Kreis", un gruppo di studio guidato da Magnus Hirschfeld, cercando di spiegare l'omosessualità da un punto di vista scientifico e spingendo per la depenalizzazione. In un articolo per Gay News del 1978 John Lauritsen considera August Bebel come il primo importante politico "che ha odsato parlare nel dibattito pubblico" a favore dei diritti dei gay, a partire da quando ha attaccato la criminalizzazione dell'omosessualità in un dibattito del Reichstag avvenuto nel 1898.

#### Il circolo di Magnus Hirschfeld
La figura principale del primo movimento omosessuale in Germania nel volgere del secolo, fino all'arrivo al potere del regime nazista nel 1933 fu chiaramente Magnus Hirschfeld. Hirschfeld, che è stato supportato anche dal femminismo socialista della prima ora, formò il Wissenschaftlich-humanitäres Komitee (Comitato Scientifico Umanitario) esplicitamente per lottare a favore dell'abolizione del paragrafo 175 del codice penale tedesco che vietava i rapporti omosessuali.
L'organizzazione di Hirschfeld fece un accordo con i socialdemocratici, tra i quali Lassalle e Schweitzer erano stati membri, per introdurre una proposta nel Reichstag nel 1898 con l'intento di rimuovere l'articolo, ma il resto dell'assemblea parlamentare si oppose e la richiesta non passò. Dopo la caduta della monarchia tedesca la lotta contro il § 175 fu continuata da alcuni socialdemocratici. Il ministro tedesco della Giustizia Gustav Radbruch, membro del partito socialdemocratico, ha provato a cancellare il paragrafo dalla legge penale tedesca. Tuttavia i suoi sforzi sono stati condotti senza alcun risultato apprezzabile.
La maggior parte degli attivisti gay del tempo ha difeso le politiche socialiste, tra cui Kurt Hiller, Richard Linsert, Johanna Elberskirchen e Bruno Vogel.

### Gran Bretagna
Nell'L'anima dell'uomo sotto il socialismo il drammaturgo e poeta Oscar Wilde sostiene una società egualitaria dove la ricchezza è condivisa da tutti, mentre mette in guardia dai pericoli derivanti dal socialismo autoritario che avrebbe schiacciato l'individualità. In seguito commentò:"Penso di essere un po' più che un socialista. Sono qualcosa di simile a un anarchico, credo".
Nel mese di agosto 1894 Wilde scrisse al suo amante, Lord Alfred Douglas, raccontandogli di una pericolosa avventura occorsagli; era uscito a fare vela con due bei ragazzi, Stephen e Alphonso, ma sono stati catturati dentro una tempesta: "Abbiamo perso cinque ore in una burrasca terribile incapaci di tornare a riva! Non abbiamo raggiunto il molo fino alle undici di sera, con un buio pesto lungo tutta la strada, e un mare minaccioso.... Tutti i pescatori erano in attesa per noi".. Infreddoliti, e “bagnati fino alla pelle”, i tre uomini sono subito "volati in albergo per il brandy e l'acqua calda". Ma c'era un problema e la legge si interpose: "Come furono le dieci in punto in una notte di Domenica il titolare non ci poteva vendere nessun brandy o altro alcol di qualsiasi tipo..." Wilde finisce la storia così:"Entrambi!, sia Alphonso sia Stephen sono ora anarchici, non ho bisogno di dire di più".
Edward Carpenter fu una figura di primo piano alla fine del XIX secolo e agli inizi del XX in Gran Bretagna, tanto da essere determinante nella fondazione della società del fabianesimo e del Partito Laburista. Il 1890 ha visto Carpenter impegnato in uno sforzo concertato per fare una campagna contro la discriminazione per motivi di orientamento sessuale. Egli ha fortemente creduto che l'attrazione tra persone dello stesso sesso era un orientamento naturale come fossero persone di un terzo sesso.
Il suo libro del 1908 sull'argomento, The Intermediate Sex: A Study of Some Transitional Types of Men and Women sarebbe diventato un testo fondamentale del movimento LGBT del XX secolo. Nel saggio espresse anche le sue opinioni sull'omosessualità. Carpenter sostiene che l'"uranismo", come egli definisce l'omosessualità, era segno di una nuova era della liberazione sessuale in aumento. Continuò a lavorare nella prima parte del XX secolo componendo opere sulla "questione Homogenica". La pubblicazione nel 1902 della sua antologia di poesie innovative "Iolao: An Anthology of Friendship" è stato un enorme successo sotterraneo, che porta ad una conoscenza più avanzata della cultura dell'omoerotismo.
Nel mese di aprile 1914 Carpenter e il suo amico Laurence Houseman fondarono la Società Britannica per lo Studio del sesso in Psicologia. Alcuni degli argomenti affrontati nelle lezioni fatte pubblicare da parte della società includono: la promozione dello studio scientifico del sesso; un atteggiamento più razionale nei confronti della condotta sessuale e i problemi e le questioni connesse con la psicologia sessuale (dagli aspetti medici a quelli giuridici e sociologici), il controllo delle nascite, l'aborto, la sterilizzazione, le malattie veneree e tutti gli aspetti della prostituzione.

## Anarchismo, socialismo libertario e diritti LGBT
In Europa e in America settentrionale la circolazione del movimento per l'amore libero. ravvivato dalle idee del socialismo utopistico e combinato con l'anarchismo e con il femminismo, si espanse con l'intento di attaccare la "morale ipocrita" di epoca vittoriana e le istituzioni del matrimonio e della famiglia adottati per schiavizzare le donne.
Gli amanti liberi sostennero le unioni sessuali volontarie senza alcuna interferenza da parte dello Stato e affermando il diritto al piacere sessuale per uomini e donne, a volte anche sostenendo esplicitamente i diritti degli omosessuali e delle prostitute. Per alcuni decenni l'adesione al libero amore si diffuse tra gli anarchici europei e americani, ma questi punti di vista si trovarono a confliggere nel loro tempo con il marxismo e la socialdemocrazia.
La femminista radicale e socialista Victoria Woodhull venne espulsa dall'Associazione Internazionale dei Lavoratori nel 1871 per il suo coinvolgimento nei movimenti associati al libero amore. In effetti, con la benevolenza e il supporto di Marx, il ramo americano dell'organizzazione venne purgato del suo pacifismo, dell'anti-razzismo e dei suoi elementi femministi, i quali furono accusati di mettere troppa enfasi sulle questioni che erano estranee alla lotta di classe e che vennero quindi intese come incompatibili con il socialismo scientifico.
La Verband Fortschrittlicher Frauenvereine (Lega delle società femminili progressiste), un'organizzazione di sinistra che a cavallo del XX secolo fu guidata da Lily Braun, fece una campagna per la depenalizzazione dell'omosessualità nell'Impero tedesco e mirò ad organizzare le prostitute in sindacati. Il più ampio movimento operaio attaccò la Lega affermando che erano utopisti, quando non venne ignorata; la Braun finì con l'essere scacciata dal movimento marxista internazionale.
Helene Stöcker, un'altra attivista tedesca dell'ala sinistra del movimento delle donne, giunse a diventare fortemente coinvolta con il movimento di riforma sessuale nel 1919, appena terminata la prima guerra mondiale, facendo inoltre anche parte del consiglio organizzativo dell'Institut für Sexualwissenschaft. Promosse inoltre una campagna per proteggere le madri e i loro bambini dalla persecuzione economica e morale.
Dall'altra parte dell'oceano atlantico, nel Greenwich Village di New York, le femministe socialiste di Boemia sostennero la realizzazione di sé e il piacere per le donne (e anche per gli uomini) nel "qui e ora", così come s'impegnarono in una campagna contro la guerra e a favore di altri anarchici e per le cause socialiste. Incoraggiarono a giocare con i ruoli sessuali e con la sessualità.
La radicale e apertamente bisessuale Edna St. Vincent Millay e la lesbica anarchica Margaret C. Anderson erano molto legate tra di loro. Gli abitanti del Village presero la loro ispirazione principalmente dalle lavoratrici anarchiche immigrate nel periodo 1905-1915, nonché dall'organizzazione Fellowship of the New Life di Edward Carpenter, Havelock Ellis e Olive Schreiner.
I gruppi di discussione organizzati dagli abitanti del Village furono frequentati anche dall'anarchica russa Emma Goldman, tra gli altri. Magnus Hirschfeld ebbe ad osservare nel 1923 che Goldmann "ha fatto una campagna con coraggio e costanza per i diritti individuali, e soprattutto per coloro che sono privati dei loro diritti. Così avvenne che è stata la prima e unica donna, anzi la prima e unica americana, ad assumere la difesa dell'amore omosessuale davanti al grande pubblico".
Durante la sua vita Goldmann è stata idolatrata come donna ribelle e libera pensatrice dagli ammiratori, mentre veniva derisa dai critici come sostenitrice dell'omicidio a sfondo politico e della rivoluzione violenta. La sua scrittura e lezioni riguardano una vastissima gamma di questioni tra cui la condizione nelle carceri, l'ateismo, la libertà di parola, il militarismo, il capitalismo, il matrimonio, l'amore libero e l'omosessualità.
Anche se lei stessa prese le distanze dalla prima ondata femminista, ma che fece notevoli sforzi per propagare la questione del suffragio femminile, sviluppò nuovi modi d'integrazione tra la politica di genere e l'anarchismo. Dopo decenni di oscurità lo status di icona di Goldmann prese rinnovato slancio a partire dal 1970, quando le prime studiose femministe anarchiche riaccesro l'interesse popolare nei confronti della sua vita.
Mujeres Libres era l'organizzazione delle donne anarchiche spagnole che miravano a responsabilizzare le donne della classe operaia. Fu fondata nel 1936 da Lucía Sánchez Saornil, da Mercedes Comaposada e da Amparo Poch y Gascón e arrivò ad avere circxa 30.000 membri. L'organizzazione venne basata sull'idea di una "doppia lotta" per la liberazione delle donne e la rivoluzione sociale, sostenendo che i due obbiettivi sarebbero stati altrettanto importanti e che avrebbero dovuto essere perseguiti in parallelo. Al fine di ottenere il sostegno reciproco crearono reti di donne anarchiche; asili "fai da te" furono istituiti nello sforzo per coinvolgere un maggior numero di donne nelle attività sindacali.
Saornil fu anche una poetessa e militante femminista, la più nota tra le fondatrici di "Mujeres Libres" e venne associata alla Confederación Nacional del Trabajo (CNT) e alla Solidaridad Internacional Antifascista (SIA). Nel 1919 fu pubblicata in una varietà di riviste tra cui Los Quijotes, Tableros, Plural, Manantial e La Gaceta Literaria. In qualità di scrittrice lavorò sotto uno pseudonimo maschile e fu in grado di esplorare tematiche lesbiche in un momento in cui l'omosessualità veniva sempre più criminalizzata e soggetta a censura e pene detentive.
Scrivendo in pubblicazioni anarchiche come Solidaridad Obrera Lucía illustrò il suo punto di vista come femminista. Anche se non si espresse in materia di controllo delle nascite, attaccò l'essenzialismo dei ruoli di genere fortemente presenti all'interno della società spagnola. In questo modo Lucía si affermò come una delle voci più radicali presenti tra le donne anarchiche, rifiutando l'ideale della domesticità femminile, che però rimase sostanzialmente indiscussa. In una serie di articoli confutò coraggiosamente l'identificazione che fece Gregorio Marañón della maternità come nucleo dell'identità femminile.

### Anarchici gay europei
La messa in primo piano delle libertà individuali da parte dell'anarchismo fu agli occhi di molti uno sposalizio naturale con l'omosessualità. Emil Szittya, in "Das Kuriositäten-Kabinett" (1923) scrisse a riguardo dell'omosessualità che "molti anarchici hanno questa tendenza. Così ho scoperto a Parigi un anarchico ungherese, Alexander Sommi, che ha fondato un gruppo anarchico omosessuale sulla base di questa idea". La sua tesi era confermata da Hirschfeld nel suo libro del 1914 "Die Homosexualität des Mannes und des Weibes": "Nelle file di un relativamente piccolo partito, l'anarchico, mi sembrava come se si trovassero in proporzione più omosessuali ed effeminati rispetto a quanti se ne trovano negli altri".
L'anarchico italo-svizzero Luigi Bertoni (che Szittya ha creduto essere anch'egli gay) affermò che "gli anarchici chiedono la libertà in ogni cosa, quindi anche nella sessualità. L'omosessualità conduce ad un sano senso di egoismo, verso il quale ogni anarchico dovrebbe tendere".
Lo scrittore dell'anarco-sindacalismo Ulrich Linse ha scritto su "una figura nettamente delineata della scena culturale berlinese individualista e anarchica intorno al 1900". Il precoce Johannes Holzmann (noto sotto lo pseudonimo di Senna Hoy, vedi in Senna Hoy) fu "un aderente dell'amore libero, un omosessuale celebrato come un campione della cultura e impegnato nella battaglia contro il paragrafo 175". Il giovane Hoy (classe 1882) fece pubblicare queste sue auto-considerazioni nel settimanale da lui fondato "Kampf" (Lotta) nel 1904, raggiungendo una circolazione di 10 000 copie l'anno successivo.
Lo psicoterapeuta tedesco nonché anarchico Otto Gross scrisse anch'egli ampiamente sulla sessualità tra persone dello stesso sesso (sia uomini che donne) e sostenne fortemente l'impegno contro la sua discriminazione. L'anarchico eterosessuale Robert Reitzel (1849-1898) parlò positivamente dell'omosessualità a partire dall'inizio del 1890 nel suo diario in lingua tedesca "Der arme Teufel".
Negli anni 1920 e 1930, l'editore francese anarchico individualista Émile Armand promosse una campagna per l'accettazione dell'amore libero, tra cui vi era inclusa anche l'omosessualità, nel suo diario "L'en dehors".
L'anarchico individualista Adolf Brand era in origine uno dei membri più influenti del Wissenschaftlich-humanitäres Komitee di Hirschfeld, ma in seguito formò un gruppo a parte. Brand e i suoi collegji, noti collettivamente come "Gemeinschaft der Eigenen" rimasero fortemente influenzati dall'anarchico omosessuale John Henry Mackay.
Il gruppo disprezzava l'effeminatezza e vide invece l'omosessualitàcome espressione di virilità maschile a disposizione di tutti gli uomini, sposando una forma di nazionalismo e maschilismo denominato "Lieblingminne" (Amore cavalleresco), che in seguito sarebbe stato legato anche all'ascesa al potere del nazismo. Essi si opposero alla caratterizzazione medica fatta da Hirschfeld dell'omosessualità come dominio di un "sesso intermedio", un vero e proprio terzo sesso. Brand si avvicinò anche temporaneamente all'antisemitismo e disdegnò sempre Hirschfeld proprio per il fatto che era un ebreo.
Ewald Tschek, un altro scrittore anarchico gay dell'epoca, contribuì regolarmente alla rivista di Brand Der Eigene ed ebbe a scrivere nel 1925 che il Comitato Scientifico Umanitario di Hirschfeld era un pericolo per il popolo tedesco, facendone una caricatura come "Dr. Feldhirsch".

### Omofobia anarchica
Nonostante queste prese di posizione di sostegno, il movimento anarchico del tempo di certo non era libero dall'omofobia: un editoriale in un influente giornale anarchico spagnolo del 1935 sostenne che un anarchico non dovrebbe nemmeno associarsi con gli omosessuali: "Se tu sei un anarchico, ciò significa che vi sono cose più moralmente giuste e forti fisicamente rispetto alla media dell'uomo. Mentre colui che ama gli invertiti non è un uomo vero, e non è quindi neanche un vero anarchico". Tuttavia, nonostante questo, la storia degli anarchici tese a diffondere l'idea di accettare l'omosessualità per quello che era, senza problemi.

## Il fascismo e l'omosessualità nella fantasia della Sinistra
Il comunista russo Maksim Gor'kij nel suo saggio Umanesimo proletario nel 1934: "Sterminate gli omosessuali e il fascismo scomparirà". Mentre l'analisi marxista ortodossa del fascismo lo raffigura generalmente come una fase avanzata del capitalismo, gli scrittori di sinistra che hanno proposto teorie psicosessuali che collegano il fascismo e l'omosessualità sono stati i marxisti storici della scuola di Francoforte Erich Fromm, Theodor Adorno e Max Horkheimer in primis e poi con Jean-Paul Sartre e Jacques Lacan.
La storica Carolyn Dean fa notare che i membri della sinistra tedesca tra le due guerre sono stati i primi a proporne la relazione. Il giornale Münchner post del Partito socialdemocratico tedesco fece pubblicare una serie di studi sul nazionalsocialismo e l'omosessualità da parte di laureati nazionali con titoli come Stammtisch 175 e la fratellanza delle coccinelle nella casa marrone. Il Rheinische Zeitung, appartenente anch'esso al giornale dell'SPD avvertiva: "I genitori proteggano i loro figli dalla "preparazione fisica" della Gioventù hitleriana"".
Harry Oosterhuis, scrivendo dell'antifascismo degli anni '30, osserva che "teorici socialisti come Wilhelm Reich tendevano a vedere l'omosessualità sociologica e psicologica come un'aberrazione, nazionalista e fascista in particolare [...] Contrariamente alla presunta immoralità e perversione dei nazisti, l'antifascista sottolineava la propria razionalità e la sua purezza". Mark Meyes ha scritto: "In effetti, anche se gli storici l'hanno ignorato per la maggior parte, un sacco di prove suggeriscono che la costruzione dell'uomo fascista effeminato e/o omosessuale ha continuato a circolare nella cultura occidentale senza interruzione a partire dal 1930".

## Lenin
Le poche dichiarazioni conservatesi di Lenin fatte sull'argomento della sessualità sono dedicate per lo più alla critica delle opinioni circa la libertà sessuale in quanto questione legittima del femminismo. Un gruppo di scrittori di sinistra ha scritto: ""Secondo Lenin, la nozione stessa di emancipazione sessuale era tipica delle società capitalistiche e un sintomo della degenerazione borghese'". Clara Zetkin annotò le parole stesse di Lenin: "Penso che la sovrabbondanza di teorie sessuali [...] nasce dal desiderio di giustificare la vita sessuale anomala o eccessiva che sta prima della morale borghese e per implorare la tolleranza che possiedono verso se stessi. Questo velato rispetto per la morale borghese mi è tanto ripugnante come ciò che è radicato in tutto quello che ha a che fare con il sesso. Non importa quanto ribelle e rivoluzionario questo possa sembrare, l'analisi finale è completamente borghese. È principalmente un hobby di intellettuali e delle sezioni più vicine a loro. Non c'è spazio per essi nel partito, nella classe proletaria cosciente e combattente".
Tuttavia si deve dire che Lenin non criticava l'emancipazione sessuale; infatti, la citazione di cui sopra è una critica di quei socialisti che cercano di giustificare l'emancipazione nel contesto della morale borghese.

## Stati socialisti
Dopo la rivoluzione russa sotto la guida di Lenin e Lev Trockij, l'Unione Sovietica ha promulgato un nuovo codice legale diverso dal codice di epoca zarista, nei nuovi codici penali russi furono assenti le punizioni legali su questioni come l'omosessualità. Tuttavia altri stati in URSS hanno continuato ad attribuire pene di legge per la sodomia.
Il punto più basso nella storia del rapporto tra socialismo e omosessualità incomincia certamente con l'ascesa di Iosif Stalin al potere in Unione Sovietica e prosegue con l'epoca del comunismo di Stato in URSS, Germania Est, Cina e Corea del Nord. In tutti questi casi le condizioni delle minoranze sessuali e transessuali sono molto peggiorate negli stati comunisti dopo l'ascesa di Stalin.
Centinaia di migliaia di omosessuali furono internati nei gulag durante il periodo delle grandi purghe, dove molti di loro sono stati picchiati a morte. Alcuni intellettuali occidentali comunisti ritirarono il proprio sostegno alla causa dopo aver visto con i propri occhi la gravità della repressione in corso nell'URSS; tra questi anche lo scrittore gay francese André Gide.
La storica Jennifer Evans riferisce che il governo tedesco orientale si è "alternato nel proprio punto di vista circa l'attività omosessuale vedendola come un residuo della decadenza borghese, un segno di debolezza morale e una minaccia per la salute sociale e politica della nazione". Queste tre caratterizzazioni imbevute di politica sono state messe in pratica da tutti gli stati comunisti, in aggiunta a quelle organizzazioni socialiste e comuniste che ne hanno seguito l'esempio. L'omosessualità venne legalizzata in Germania Est quando il paragrafo 175 fu abrogato nel 1968 (dopo essere già stata decriminalizzata nel 1957), ben prima della Germania Ovest, dove fu abrogato definitivamente solo dopo la riunificazione.
La produttività e l'uniformità erano di primaria importanza negli stati comunisti e le minoranze sessuali erano viste come improduttive e anticonformiste; i comunisti generalmente associarono l'effeminatezza di sesso maschile con il lusso, il tempo libero e le classi superiori. Gli uomini gay effeminati si ritrovarono costretti in alcuni casi a partecipare a programmi di "rieducazione" che coinvolgeva il lavoro forzato, la terapia di conversione, gli psicofarmaci o il confinamento negli ospedali psichiatrici.

Lo scrittore gay e rivoluzionario cubano Reinaldo Arenas ha ricordato che poco dopo che il governo comunista di Fidel Castro salì al potere a Cuba "cominciò la persecuzione e si aprirono le Unità militari di aiuto alla produzione [...] il sesso divenne un tabù, mentre l'uomo nuovo veniva proclamato e la mascolinità esaltata". Programmi del tutto simili di "riforma morale" vennero istituiti in URSS, nella Cina comunista e nella Germania Est come parte della costruzione di una solida base per nuove repubbliche socialiste. L'omosessualità è stata legalizzata a Cuba nel 1979, mentre il leader maximo Fidel Castro ha chiesto scusa per il comportamento storico di Cuba espresso sulle tematiche LGBT nel 2010.
Dopo i Moti operai del 1953 nella Germania Est il governo ha cominciato a difendere la famiglia tradizionale, mentre l'omosessualità è stata considerata in contrasto con le "sane abitudini dei lavoratori". Ciò si è perseguito applicando il paragrafo 175 del codice penale, lo stesso che avevano applicato anche i nazisti (ma anche la Repubblica di Weimar e la Germania Ovest). Dove non era esistita alcuna legge contro la sodomia questa è stata introdotta in URSS nel 1934 con l'inserimento dell'articolo 122 del codice penale che ha condannato le relazioni omosessuali e punite con la reclusione fino a cinque anni, otto se aggravate.
Tutti gli stati comunisti vietarono l'associazionismo per gay e lesbiche, sia sociale che politico, e proibirono la pubblicazione di materiale LGBT. Spesso, soprattutto nel corso del 1950 e 1960, gli omosessuali furono denunciati, licenziati dai loro posti di lavoro, imprigionati, deportati e, in alcuni casi, castrati o addirittura condannati a morte. Come è avvenuto in molte altre parti del mondo, le condizioni sono migliorate notevolmente nel corso degli anni 1980, 1990 e con l'inizio del ventunesimo secolo (e, in certi casi,come in Germania Est, anche prima).
Con la caduta del regime sovietico e l'abrogazione della legge contro il sesso tra maschi adulti consenzienti, i prigionieri condannati in virtù di quella parte della legge sono stati liberati molto lentamente.
L'omosessualità è stata legalizzata in diversi paesi dell'Est ancora sotto il comunismo, come la Bulgaria, la Cecoslovacchia e l'Ungheria.

### Repubblica popolare cinese 1949-2008
Mentre la cultura tradizionale cinese ha avuto un posto per alcune forme di omosessualità e comportamento transgender, il crollo della dinastia Qing avvenuto nel 1911 ha segnato la fine di un'epoca. Con la creazione del movimento del 4 maggio 1919 di stampo socialista si cominciò a guardare al futuro, dimenticando il passato, e la Cina ha così iniziato ad adottare certi modelli medici occidentali che vedevano l'omosessualità come un'anomalia.
Verso la fine dell'era di Qing la rivoluzionaria femminista Qiu Jin era nota per trasgredire i costumi indossando abiti occidentali maschili. Ella ha anche combattuto per i diritti delle donne; fu giustiziata nel 1907 dopo aver partecipato ad una rivolta che fallì.
Poco è stato scritto sui diritti LGBT sotto il governo socialista del Kuomintang. Più tardi, dopo la proclamazione della repubblica popolare cinese da parte del Partito Comunista Cinese nel 1949, la repressione dell'omosessualità si fece più grave. I leader comunisti cinesi consideravano l'omosessualità come una perversione del capitalismo che doveva essere eliminata per poter assicurare la liberazione delle classi lavoratrici e contadine.
Anche se non vi fu alcuna legge specifica che discriminasse l'omosessualità le persone sospettate vennero condannate al carcere duro, alla castrazione forzata o addirittura alla pena di morte per merito di una serie di leggi vaghe progettate per mantenere l'ordine sociale. Le politiche anti-gay sono state esercitate anche attraverso l'ostracismo e alcuni programmi sociali come i matrimoni forzati.
Nel 1997 il governo ha annunziato che avrebbe continuato a considerare i rapporti omosessuali tra adulti consenzienti in privato alla stregua di un crimine e nel 2001 fonti governative dichiararono che l'omosessualità non sarebbe più stata considerata come una malattia mentale. Tuttavia la capillare censura dei mass media vieta qualsivoglia riferimento all'omosessualità in quanto "va contro lo stile di vita sano della Cina".
A partire dal 2001 le Organizzazioni non governative (ONG] che aiutano a sostenere le persone che vivono con l'HIV/AIDS sono state molestate, ostacolate o costrette a chiudere. In Henan i giovani attivisti che avevano creato un orfanotrofio per bambini malati di AIDS sono stati maltrattati e imprigionati, mentre molte persone sieropositive che hanno cercato aiuto medico per i loro bambini sono state molestate e incarcerate.
Le autorità cinesi hanno fatto chiudere i siti web che offrono informazioni LGBT e nel dicembre 2005 il festival culturale gay e lesbico pianificato a Pechino è stato vietato dalle autorità, facendolo disperdere con una retata della polizia.

## 1945-1968: il movimento omofilo "politicamente neutro"
Al termine della seconda guerra mondiale un ambiente sessualmente conservatore ha dominato sia la destra sia la sinistra. Il Maccartismo presente negli Stati Uniti d'America riteneva che "un mondo sotterraneo omosessuale" fosse coinvolto nella "cospirazione comunista", mentre l'URSS stava ancora imprigionando gli omosessuali per il loro "vizio capitalistico borghese".
Un certo numero di gruppi e associazioni vennero creati per favorire i diritti degli omosessuali nei paesi occidentali, in Gran Bretagna, Germania Ovest, Paesi Bassi, Scandinavia e negli Stati Uniti. Questi vai gruppi, noti sotto la denominazione di movimento omofilo, erano per lo più politicamente neutrali, anche se le sue origini sono state diversificate: l'americana Mattachine Society e la Nederlandse Vereniging tot Integratie van Homoseksualiteit COC olandese hanno avuto la loro origine a sinistra, mentre il gruppo Arcadie della rivista francese omonima Arcadie hanno avuto la loro origine a destra.
Harry Hay, che molti considerano il padre del movimento per i diritti gay negli Stati Uniti, fu inizialmente un sindacalista. Nel 1934 organizzò un importante sciopero dei lavoratori che durò 83 giorni nel porto di San Francisco, assieme con il suo amante, l'attore Will Geer. Pur essendo un membro attivo del partito comunista il fatto di aver fondato la Mattachine Society nei primi anni cinquanta ne causò la brusca espulsione.
Qualche anno prima, nel 1949, il poeta marxista e regista Pier Paolo Pasolini venne anch'egli espulso (per "indegnità morale") dal Partito Comunista Italiano dopo essere stato arrestato per aver commesso un atto omosessuale in compagnia di amici durante una festa di paese in Friuli. L'omosessualità sarebbe rimasta motivo di allontanamento nella maggior parte dei gruppi socialisti e comunisti per decenni.

### Il movimento omofilo e il socialismo negli Stati Uniti
Il Maccartismo negli Stati Uniti d'America ritenne che la cultura omosessuale fosse complice nel "complotto cospirativo comunista" e venne talvolta denominata "Homintern". Un certo numero di gruppi per i diritti omosessuali hanno cominciato a costituirsi proprio durante questo periodo; tali gruppi, oggi noti come movimento omofilo, spesso erano politicamente di sinistra o socialisti, come la comunista Mattachine Society e il Nederlandse Vereniging tot Integratie van Homoseksualiteit COC olandese le quali hanno avuto la loro origine a sinistra.
Nel contesto dell'ambiente da guerra fredda altamente politicizzato di quel periodo l'omosessualità venne inquadrata come una malattia sociale pericolosa e contagiosa, che poneva una potenziale minaccia per la sicurezza dello Stato. Ciò fu anche associato allo sviluppo di forme ampiamente diffuse di sorveglianza da parte dell'FBI, con lo scopo di identificare i dipendenti del governo omosessuali.
Harry Hay, che è visto da molti come il padre del moderno movimento dei diritti gay negli USA, era in origine un attivista del sindacato. Nel 1934 organizzò lo sciopero del porto di San Francisco il quale durò ben 83 giorni, il tutto assieme al suo amante Will Geer; è stato inoltre un membro attivo del Partito Comunista degli Stati Uniti d'America. Hay e la Società Mattachine sono stati tra i primi a sostenere che le persone omosessuali non erano soltanto gli individui, ma bensì rappresentavano invece una minoranza culturale.
Vennero proclamati i primi cortei pubblici di omosessuali, antecedenti i più tardi Gay Pride. Il concetto di Hay della minoranza culturale è provenuto direttamente dai suoi studi marxisti e la retorica che lui e il suo collega Charles Rowland hanno impiegato nel tempo riflette spesso la tradizione comunista militante. Ma il partito non permise mai ufficialmente ai gay di essere membri, sostenendo che l'omosessualità era una deviazione; forse più importante è stata la paura che l'omosessualità (di solito segreta) di un membro l'avrebbe lasciato esposto al pericolo di ricatto e ciò faceva di loro un rischio per la sicurezza in un'epoca di propaganda e provocazioni.
Preoccupato per la situazione di difficoltà in cui si trovava il partito, Hay mise sempre più energia nella Società Mattachine, ma fu avvicinato dai leader del partito i quali raccomandarono la sua espulsione. Tuttavia dopo molte titubanze i membri del direttivo compresero la perdita che sarebbe stata quella di un membro teorico rispettato da 18 anni e rifiutarono di espellere Hay in quanto omosessuale, cacciandolo invece sotto il più comodo stratagemma di "rischio per la sicurezza", mentre con ostentazione egli annunciava di essere "amico di una vita del popolo".
La Società Mattachine è stata la seconda organizzazione per i diritti gay fondata da Hay, la prima fu Bachelors for Wallace (1948), a sostegno della candidatura presidenziale progressista di Henry A. Wallace. The Encyclopedia of Homosexuality riferisce che "come marxisti, i fondatori del gruppo credevano che l'ingiustizia e l'oppressione che avevano sofferto derivavano dai rapporti profondamente radicati nella struttura della società americana".
Nel 1951 il Partito Socialista degli Stati Uniti d'America si trovava vicino all'adozione di una piattaforma a favore dei diritti dei gay, con un articolo fatto pubblicare sulla stampa (Youth Socialist Party) che sosteneva una tale mossa. L'afroamericano socialista attivista per i diritti civili Bayard Rustin venne arrestato a Pasadena in California nel 1953 per attività omosessuale con altri due uomini in una macchina parcheggiata. Originariamente accusato di vagabondaggio e atti osceni, si è dichiarato colpevole del singolo fatto minore di "perversione sessuale" (come la sodomia consensuale veniva ufficialmente indicata in California in quei tempi) e condannato a 60 giorni di carcere. Questa fu la prima volta che la sua omosessualità giunse all'attenzione del pubblico. Era stato ed è rimasto candido sulla sua sessualità, anche se l'omosessualità era allora ancora criminalizzata in tutti gli Stati Uniti.
Nel 1957 Rustin e Martin Luther King hanno cominciato ad organizzare la Southern Christian Leadership Conference (SCLC); molti tra i leader afroamericani erano preoccupati che l'orientamento sessuale di Rustin e la sua passata appartenenza comunista avrebbe minato il sostegno al movimento per i diritti civili. Il membro della Camera dei rappresentanti Adam Clayton Powell, che era membro del consiglio di amministrazione della SCLC, costrinse Rustin a presentare le proprie dimissioni nel 1960 con la minaccia di discutere della sua moralità al Congresso.
Poche settimane prima della Marcia su Washington per il lavoro e la libertà nel mese di agosto del 1963 il membro del Senato Strom Thurmond inveì contro Rustin in quanto comunista e omosessuale rendendo pubblico l'intero rapporto sull'arresto avvenuto a Pasadena. Thurmond produsse anche per la Federal Bureau of Investigation una fotografia di Rustin che parlava con King mentre questi si trovava in bagno, implicando il fatto che vi fosse un segreto rapporto omosessuale tra i due; entrambi negarono l'accusa di una relazione.
Rustin fu determinante nell'organizzare la marcia del 1963, con agenti di polizia fuori servizio come controllo d'ordine, autobus per il traffico diretto e una serie di altoparlanti sul podio. Eleanor Holmes Norton e Rachelle Horowitz erano tra gli aiutanti. Nonostante il sostegno di King Roy Wilkins, della National Association for the Advancement of Colored People (NAACP) non voleva Rustin per non ricevere alcun discredito pubblico per il suo ruolo nella pianificazione della marcia; tuttavia egli ne divenne ben noto come organizzatore.
Il 6 settembre 1963 Rustin e Randolph apparvero sulla copertina della rivista Life come i leader della manifestazione. Nel corso degli anni '70 e '80 Rustin ha lvorato come promotore dei diritti umani e per la monitorizzazione elettorale di Freedom House. Ha inoltre testimoniato a favore de diritti dei gay nello stato di New York. Nel 1986 ha pronunciato il discorso "i gay sono i nuovi negri" in cui affermava che i negri non sono più la cartina di tornasole o il barometro del cambiamento sociale, essendo oramai presenti in ogni segmento della società e favoriti anche da leggi che aiutano a proteggerli dalla discriminazione razziale.
Per Rustin i "nuovi negri" erano i gay nel senso in cui sono loro ora ad essere il nuovo barometro per il cambiamento sociale; "La questione del cambiamento sociale deve essere inquadrata con il gruppo più vulnerabile che oggi può venire in mente. Le persone omosessuali".

## 1968-1985

### L'emancipazione gay della nuova sinistra
L'emergere di nuovi movimenti sociali durante gli anni sessanta e settanta ha costretto a sinistra a rivedere le sue relazioni con il sesso, la sessualità e l'identità politica. Il femminismo socialista ha criticato il marxismo per non aver adeguatamente affrontato l'argomento dell'oppressione delle donne e di averlo fatto scomparire sotto la copertura di una più ampia oppressione di classe.
Con l'accadere di una serie di eventi come la rivolta del Maggio francese nel 1968, l'opposizione alla guerra del Vietnam negli Stati Uniti e i moti di Stonewall del 1969 le organizzazioni militanti di liberazione gay cominciarono ad emergere in tutto il mondo. Molti hanno viso le loro radici nella sinistra radicale piuttosto che nei gruppi omofili stabiliti al momento, come fu il caso del Gay Liberation Front statunitense e inglese, il Gay Left Collective britannico, il Fuori! italiano, il Front homosexuel d'action révolutionnaire (FHAR) francese, il Rotzschwule tedesco e il Red Faggots olandese.
I leader e gli scrittori del movimento di liberazione omosessuale e di emancipazione gay sono provenuti anch'essi da posizioni di sinistra, come Dennis Altman, Martin Duberman, Steven Ault, Brenda Howard, John D'Emilio, David Fernbach (scrivendo in inglese), Pierre Hahn e Guy Hocquenghem (in francese) e l'italiano Mario Mieli. Alcuni di loro vennero ispirati dal saggio Eros e civiltà scritto dal filosofo francese Herbert Marcuse, che ha cercato di sintetizzare le idee di Marx e di Sigmund Freud. Quantunque la radicale Angela Davis avesse studiato con Marcuse e fosse stata fortemente influenzata da lui, non ha riconosciuto pubblicamente la sua bisessualità fino al 1997.
In Francia l'attivista e teorico politico gay Guy Hocquenghem, come molti altri, ha sviluppato il suo impegno per il socialismo dopo aver partecipato all'insurrezione del maggio '68, nonostante i giovani radicali di sinistra fossero inizialmente ostili alla sua "presumibilmente borghese omosessualità". Hocquenghem, come Harry Hay negli Stati Uniti, era un membro attivo del Partito Comunista Francese ed è stato espulso per la sua omosessualità. In seguito entrò a far parte del FHAR, formato da lesbiche radicali che si erano divise dal movimento omofilo francese nel 1971, tra cui l'ecofemminista Françoise d'Eaubonne.
In quello stesso anno il FHAR è diventato il primo gruppo omosessuale dichiarato pubblicamente presente in Francia, quando si è unito alla marcia annuale dei sindacati e dei partiti di sinistra del Primo maggio. Tuttavia molti tradizionalisti ebbero modo di contestarne la sua presenza: i comunisti dichiararono nella loro forma caratteristica nel 1972 che "questo disturbo non rappresenta l'avanguardia della società, ma rappresenta la decadenza del capitalismo nel suo declino".
I gruppi socialisti nel mondo anglosassone risposero alla richiesta di liberazione gay in due modi, Alcuni, in particolare coloro che avevano fatto proprio l'insegnamento dell'Unione Sovietica e della Cina come il Partito Comunista degli Stati Uniti d'America e il Partito comunista marxista-leninista USA, continuarono ad opporsi ai diritti LGBT espellendo i loro membri gay. La politica del Partito Comunista rivoluzionario degli Stati Uniti d'America era quella che "ci si dovrebbe sforzare di eliminare l'omosessualità e riformare gli omosessuali" e questo parere non fu abbandonato fino al 2001.
Altri socialisti lamentarono il declino percepito nel mondo tradizionale di sinistra e lo spostamento della messa a fuoco del movimento operaio verso ciò che essi consideravano "problemi secondari" appartenenti alla classe media, una distrazione e un diluimento della lotta di classe. Molte organizzazioni socialiste cominciarono a riconoscere "l'oppressione di gay e lesbiche" ma si opposero a qualsiasi organizzazione separata. L'influente e importante Partito Socialista dei Lavoratori fece pubblicare un rapporto affermando che l'oppressione degli uomini gay aveva meno peso rispetto alla lotta dei neri e delle donne e vietò ai propri membri di essere coinvolti in organizzazioni politiche gay, credendo inoltre che una vicinanza eccessiva al movimento di liberazione gay avrebbe dato al partito "un'immagine esotica" alienandosi le masse.
Nel 1977 un gruppo di critici cinematografici socialisti osservarono che "la sinistra in generale è stata molto riluttante a sostenere la liberazione gay e gran parte di essa si è anzi attivamente opposta, riproducendo il peggiore degli atteggiamenti anti-gay della società eterosessuale". Mentre il terreno guadagnato dal movimento sul fronte delle politiche di emancipazione si è evoluto alcune organizzazioni socialiste e un piccolo numero di gruppi cominciarono a combattere attivamente per i diritti degli omosessuali. Esempi notevoli in tal senso sono quelli dati dalle femministe del Freedom Socialist Party e del Partito Socialista degli Stati Uniti d'America; quest'ultimo è stato il primo partito politico statunitense a far nominare un uomo apertamente gay per la propria campagna presidenziale, David McReynolds nel 1980.
Nel Regno Unito il 1980 ha visto un aumento dell'opposizione ai diritti LGBT da parte dell'ala destra del governo del Partito Conservatore guidato da Margaret Thatcher, che ha introdotto la Sezione 28, nel 1988, al fine di evitare che ciò che veniva visto come la "promozione" dell'omosessualità come uno stile di vita accettabile, nelle scuole.
Tuttavia, l'opposizione principale dei conservatori, il Partito Laburista, ha fatto ben poco per affrontare la questione dei diritti delle persone LGBT, ignorando le chiamate a farlo provenienti da membri di sinistra come Ken Livingstone. Nel frattempo la stampa popolare di destra si è caratterizzata per i suoi riferimenti peggiorativi nei confronti delle lesbiche, presumibilmente perché in particolare connesse con il campo di protesta anti-nucleare tutta al femminile avvenuta a Greenham Common, e contro persone come Peter Tatchell, il candidato laburista nel 1983 alle elezioni di Bermondsey.
Inoltre, la crescente commercializzazione della subcultura gay occidentale verso la fine del XX secolo e l'inizio del XXI (il cosiddetto "denaro rosa") è stato oggetto di pesanti critiche da parte dei socialisti; per esempio Hannah Dee ha osservato che aveva raggiunto "il punto che il London Pride - una volta una dimostrazione militante in commemorazione dei moti di Stonewall - è diventato un evento aziendale sponsorizzato alla lontana per qualsiasi sfida alle ingiustizie in corso a cui noi [la comunità LGBT] diamo volto» Allo stesso tempo una coalizione anti-guerra tra musulmani (molti organizzati attraverso le moschee) e il Partito socialista dei lavoratori ha portato il membro di spicco Lindsey German a rifiutare l'uso dei diritti dei gay come una "parola d'ordine" che regola automaticamente tali alleanze.

### Leggi sull'omosessualità e i diritti civili
Nel frattempo, almeno nel mondo occidentale, si erano sviluppate e ampliate a partire dal 1960 tutta una serie di politiche dei diritti civili per le minoranze tradizionali, che hanno contribuito all'emancipazione gay, ma che sono anche state promosse inizialmente dal movimento LGBT. Diversi paesi e divisioni amministrative hanno cominciato a ribaltare le leggi sulla sodomia, spesso dai governi socialisti o laburisti, mentre altri erano liberali, o anche cristianodemocratici e conservatori. A volte la legalizzazione di alcuni atti sessuali ha coinciso con un aumento della persecuzione gay; questo è accaduto in Inghilterra e in Francia, mentre entrambe le nazioni erano sotto governi socialdemocratici.

## Dal 1985 in poi
Negli ultimi anni la comunità LGBT ha permesso che si compissero progressi sociali e politici significativi, mentre la sinistra tradizionale ha diminuito il suo peso d'influenza. Di conseguenza, la sinistra è più disposta ad accettare o addirittura sostenere la diversità della sessualità più di quanto hanno fatto storicamente, mentre le figure pubbliche LGBT sono piuttosto riluttanti a sostenere la sinistra. In paesi con alto grado di accettazione sociale dell'omosessualità, è emersa la nuova voce dei gay conservatori, anche se la crescita del conservatorismo politico è stato spesso considerato come un forte segnale di pregiudizio verso i gay e le lesbiche. Alcune persone della sinistra incolpano ciò per la loro "politica dell'identità" (che include anche il movimento di liberazione omosessuale).
La maggior parte dei gruppi di sinistra europei attualmente sostengono i diritti LGBT. Una rara eccezione è il gruppo marxista Neue Einheit, che mantiene un sito web il quale denuncia l'omosessualità e contrasta il matrimonio tra persone dello stesso sesso.

### Filippine
Il Nuovo Esercito Popolare di tendenza comunista ha sostenuto il riconoscimento giuridico delle unioni omosessuali, il 4 febbraio 2005. L'organizzazione ha anche fatto celebrare un matrimonio tra due guerriglieri. Il governo cita tali azioni come prova che i guerriglieri comunisti non hanno morale, valori o fede in Dio.

### Gran Bretagna
La Sinistra politica e i gruppi socialisti in Gran Bretagna in generale sostengono i diritti degli omosessuali.
V'è una certa polemica rispetto al gruppo facente riferimento al Respect Party, un nuovo partito socialista la cui direzione è dominata da trotskisti del Socialist Workers Party. Alla convention del partito si è discusso circa la mancanza di supporto esplicito per i diritti degli omosessuali nel manifesto. Alcuni membri del partito, insieme ad altri gruppi presenti nella sinistra britannica, hanno accusato la direzione del partito di "marciare contro" sui diritti degli omosessuali per soddisfare le esigenze di uno dei più grandi finanziatori del partito, il dottor Mohammed Naseem fondatore del Islamic Party of Britain (il Partito islamico della Gran Bretagna) e gli attivisti LGBT e socialisti hanno accusato la redazione di Respect di compiacere l'indirizzo omofobo e conservatore degli elettori musulmani, invece di lavorare con i gruppi musulmani progressisti e difendere i diritti dei musulmani gay.
Naseem ha poi detto che la sua posizione sulla questione è che "queste cose sono una questione di scelta personale [...] Non mi importa quello che la gente fa nella vostra camera". Nella conferenza del 2005 in presenza di Naseem, è passato all'unanimità un voto di sostegno per i diritti LGBT e il partito comprende sul suo sito web la posizione ufficiale sul tema. Respect è stato diviso nel 2007 e una delle sue suddivisioni, la SWP ha contribuito con Left Alternative ad appoggiare la manifestazione del Gay Pride avvenuta a Londra nel 2008.

### India
L'attivista Vimla Farooqi della "Federazione Nazionale delle donne indiane" e l'ala femminile del Partito Comunista d'India, si oppose ad una conferenza gay svoltasi a Bombay nel 1994, sostenendo che l'omosessualità era un'idea capitalista di importazione occidentale. L'Associazione delle donne democratiche dell'India, organizzazione femminile legata al Partito comunista marxista dell'India, ha chiesto che le relazioni omosessuali fossero legalizzate. Nel 1996 un marxista, H. Srikanth, ha sostenuto che l'omosessualità era una perversione borghese decadente che i marxisti dovrebbero vietare, provando a cambiarla con trattamenti psichiatrici e, se non funziona, "non dovrebbero esitare a usare la forza contro l'attivismo omosessuale".

### Medio Oriente
Il panarabismo d'impronta nei paesi musulmani del Medio Oriente ha considerato l'omosessualità come una malattia capitalista e una violazione degli insegnamenti dell'Islam. I partiti socialisti e comunisti preferiscono ignorare la questione dei diritti delle persone LGBT, essendo i partiti comunisti dei lavoratori una rara eccezione. I governi del Medio Oriente sono stati tradizionalmente ostili all'omosessualità e la maggioranza dell'opinione pubblica tende a sostenere questo punto di vista.
Nella Repubblica dell'Iraq, il partito al potere fino al 2003, il Partito Ba'th d'ispirazione araba-socialista, vedeva l'omosessualità come un crimine in svariate leggi sull'indecenza e divenne crimine capitale nel 2001. In Egitto, come in Iraq fino al 2001, il codice penale non menziona l'omosessualità o la sodomia, ma si ritiene che l'omosessualità venga condannata secondo le leggi contro il satanismo, il falso proselitismo religioso, l'immoralità e l'indecenza. La maggior parte degli altri paesi della regione hanno leggi specifiche contro i rapporti omosessuali.

### Messico
Anche se la principale organizzazione politica LGBT di Juchitán de Zaragoza sostiene il governo del Partito Rivoluzionario Istituzionale, l'attivista muxe (transgender) Amaranta Gómez Regalado ha fatto una campagna come candidato del Congresso di Oaxaca nel 2003 con una piattaforma a sinistra, diventando il primo candidato transgender nelle elezioni politiche messicane. L'Esercito Zapatista di Liberazione Nazionale ha nelle sue file persone di questi orientamenti sessuali, che sono considerate e rispettate.

### Nepal
Il Partito Comunista Unificato del Nepal afferma che gli omosessuali sono reclutati nelle forze della guerriglia. Tuttavia, secondo Human Rights Watch, nel marzo 2007, le forze maoiste nepalesi hanno arrestato due donne accusandole di fare sesso e ha cercato di reclutarle con la forza.
Il Partito Comunista del Nepal ha usato anche la violenza contro gli omosessuali e le loro famiglie, così come con la retorica anti-gay in pubblico.

### Nuova Zelanda
In Nuova Zelanda, il Socialist Action League è stato uno dei primi difensori dei diritti di gay e lesbiche. Questa organizzazione trotskista inviò attivisti sul campo 'per dimostrare le cause delle contro-manifestazioni a favore dell'aborto e contro gli attivisti anti-aborto presenti nelle cliniche abortiste locali o per sostenere la riforma giuridica nel mezzo del decennio 1980.
L'Organizzazione Internazionale Socialista della Nuova Zelanda ha espresso il suo sostegno a favore dei diritti dei gay nella sua rivista Socialist Review e il Socialist Workers Party comprese i diritti dei gay come parte della sua piattaforma di política.

### Spagna
Il Partito Socialista Operaio Spagnolo (PSOE) è stato il partito che ha presentato il disegno di legge del parlamento a sostegno dei matrimoni gay e lo stesso ha fatto la Sinistra Unita nel 2005, ottenendo così l'uguaglianza giuridica dei diritti in Spagna.

### Stati Uniti
All'inizio del nuovo secolo lesbiche, gay, bisessuali e transgender hanno più potere politico di quanto non abbiano mai avuto prima, mentre la sinistra socialista/comunista è molto limitata. La probabilità che la comunità LGBT e i movimenti politici identificati con la politica di sinistra abbiano raggiunto il loro minimo storico di collaborazione è molto alta; durante gli Exit poll delle Elezioni presidenziali negli Stati Uniti d'America del 2000 vi era un quarto di gay e lesbiche che aveva votato per il candidato conservatore George W. Bush, anche se lo stesso sondaggio ha mostrato che il 70% aveva votato per Al Gore e il 5% restante per Ralph Nader.
Alcuni settori della destra, ponendo l'accento sulle libertà individuali piuttosto che sul conservatorismo sociale, hanno cominciato a difendere una prospettiva libertaria dei diritti delle persone LGBT; gruppi Gay come il Log Cabin Republicans e lIndependent Gay Forum', hanno criticato l'ortodossia di sinistra del movimento LGBT e la promiscuità e la mollezza percepite nella cultura LGBT, pur difendendo i "valori tradizionali" americani.
La comunità imprenditoriale statunitense ha adottato buone politiche antidiscriminatorie basate sull'orientamento sessuale, di cui 460 presenti in Fortune 500 (nel 2006). Tuttavia la più forte opposizione ai diritti LGBT viene ancora dalla destra religiosa e, in generale, la sinistra continua a sostenere ulteriormente i diritti delle minoranze sessuali e le differenze di orientamento sessuale rispetto alla destra. Il gruppo socialista americano dei Democratic Socialists of America ha approvato i diritti di gay e lesbiche nell'approvazione delle politiche dell'Internazionale socialista, anche se il gruppo non mostra apertamente il suo sostegno sul proprio sito ufficiale. Il Partito Socialista degli Stati Uniti d'America ha ripresentato David McReynolds per la presidenza nel 2000.
Nel 2005 il Partito Comunista degli Stati Uniti d'America ha rilasciato una dichiarazione ufficiale sul suo convegno nazionale a sostegno dei diritti umani LGBT e ha promesso di creare un comitato nazionale del partito per discutere la questione, anche se il partito non ha chiesto scusa per l'espulsione avvenuta nel corso degli anni di uomini gay sopra .

### Russia
L'edizione online della Pravda ha riferito che il gay pride a Mosca nel 2006 è stato violentemente attaccato dai comunisti, così come dai patrioti di destra e dai cristiani ortodossi. Il leader del Partito Comunista della Federazione Russa Gennadij Zjuganov ha anche pubblicamente condannato la marcia, dicendo che era un'idea "non sana".